# قرار مجلس الأمن التابع للأمم المتحدة رقم 2121
قرار مجلس الأمن التابع للأمم المتحدة رقم 2121، المتخذ بالإجماع في 10 أكتوبر 2013.

## روابط خارجية
- نص القرار في undocs.org